# RK Medveščak
El Rukometni klub "Medveščak" es un equipo de balonmano de la localidad croata de Zagreb. Son una de las secciones más famosas de la sociedad deportiva Medveščak, llamada así por el Barrio de Medveščak de Zagreb. Juegan en el centro deportivo y recreativo Šalata. A través de la historia el club también fue conocido como Prvomajska, Coning Medveščak, Medveščak Osiguranje Zagreb, Medveščak Infosistem, Agram Medveščak y Medveščak NFD.

## Palmarés
- Ligas yugoslavas: 4
  - Temporadas: 1953, 1954, 1964, 1966
- Copas yugoslavas: 7
  - Temporadas: 1970, 1978, 1981, 1986, 1987, 1989, 1990

## Jugadores históricos
| - Josip Milković - Zlatko Žagmeštar - Ivan Uremović - Dado Mervar - Zdravko Miljak - Zdenko Zorko - Zdravko Zovko - Željko Zovko - Boris Jarak - Goran Perkovac - Dinko Vuleta | - Zlatko Saračević - Irfan Smajlagić - Nenad Kljaić - Mirko Bašić - Dobrivoje Selec - Vlado Šola - Tomislav Farkaš - Ivo Glavinić - Zvonimir Bilić - Tonči Valčić - Mario Kelentrić | - Dragan Jerković - Patrik Ćavar - Renato Sulić - Ivan Čupić - Mate Šunjić - Drago Vukić - Damir Bičanić - Jani Čop - Marko Kopljar - Denis Buntić - Ljubo Vukić | - Željko Musa - Ante Kostelić - Mario Obad - Vjenceslav Somić - Tomislav Huljina - Vladimir Ostarčević - Franjo Lelić - Zoran Jeftić - Ivan Knežević - Perica Lelić - Nikola Raič |

## Entrenadores históricos

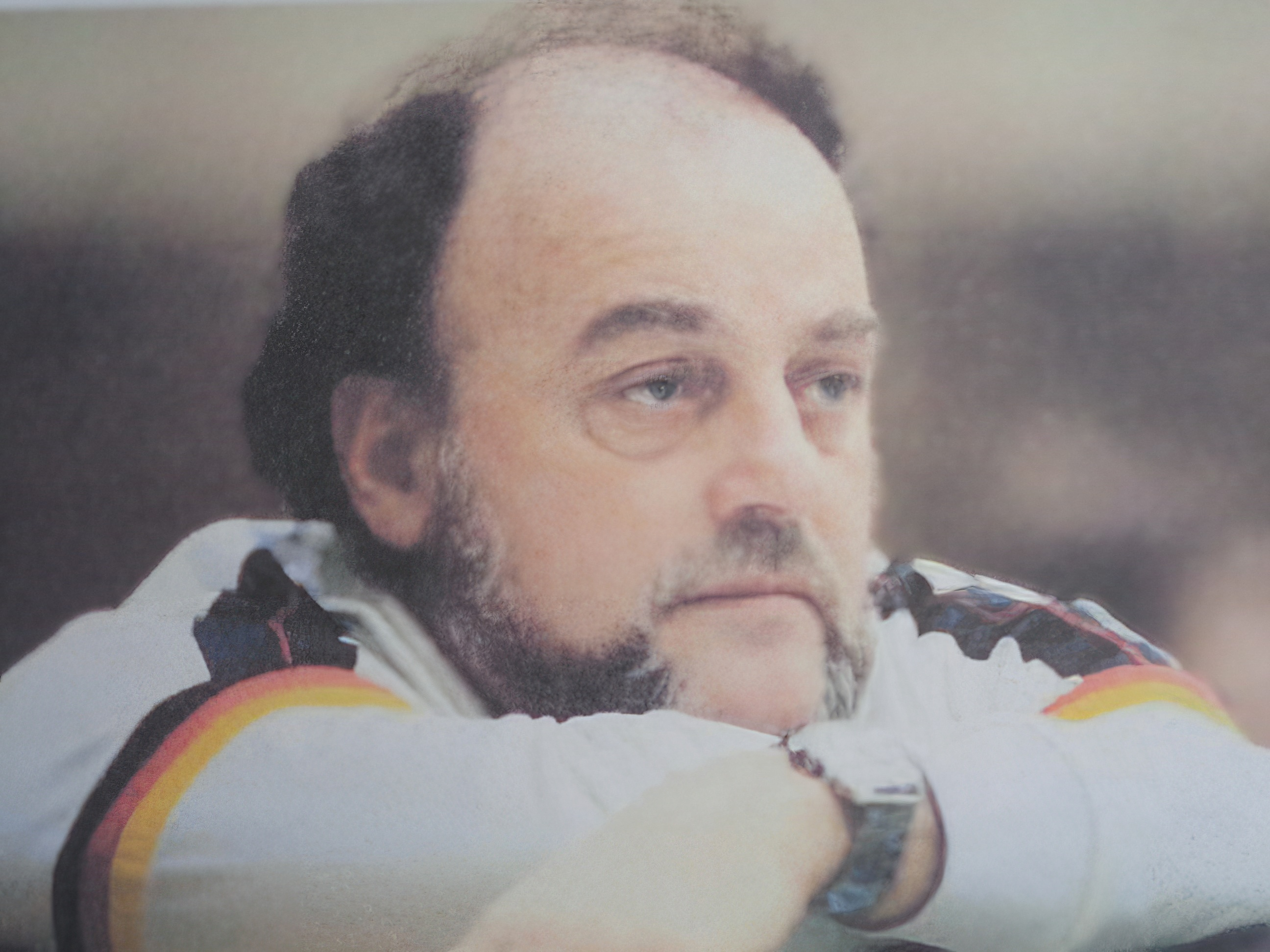
Vlado Stenzel

- Vlado Stenzel (Štencl)
- Josip Milković
- Velimir Kljaić
- Josip Šojat
- Abas Arslanagić
- Zlatko Lukić
- Pero Janjić
- Ante Kostelić
- Josip Glavaš
- Ivica Obrvan
- Mirko Bašić
- Vinko Tomljanović
- Boris Dvoršek
- Damir Štokić
- Željko Zovko